# Dudhani
Dudhani (o Dudhni) è una città dell'India di 12.146 abitanti, situata nel distretto di Solapur, nello stato federato del Maharashtra. In base al numero di abitanti la città rientra nella classe IV (da 10.000 a 19.999 persone).

## Geografia fisica
La città è situata a 17° 22' 0 N e 76° 22' 0 E e ha un'altitudine di 442 m s.l.m..

## Società

### Evoluzione demografica
Al censimento del 2001 la popolazione di Dudhani assommava a 12.146 persone, delle quali 6.013 maschi e 6.133 femmine. I bambini di età inferiore o uguale ai sei anni assommavano a 1.597, dei quali 808 maschi e 789 femmine. Infine, coloro che erano in grado di saper almeno leggere e scrivere erano 7.310, dei quali 4.325 maschi e 2.985 femmine.